# Franz Zinecker
Franz Zinecker, född 25 juni 1900, var en tysk SS-Obersturmführer och dömd krigsförbrytare. 

## Biografi
Zinecker tillhörde koncentrationslägret Buchenwalds personal från juni 1941 till april 1945. Han var kontorist och Blockführer innan han i februari utsågs till Arbeitsdienstführer, vilket innebar att han var ansvarig för hela arbetsinsatsen i lägret.
Efter andra världskriget greps Zinecker och ställdes 1947 tillsammans med 30 andra misstänkta krigsförbrytare inför rätta vid Buchenwaldrättegången. Den 14 augusti 1947 dömdes Zinecker till livstids fängelse. 